# العربي الدغمي
العربي الدغمي (1931 - 1994) ممثل مغربي، يعتبر من الرواد ومن المساهمين الفعليين في تأسيس السينما المغربي بمشاركته في أول فيلم مغربي بعد الاستقلال سنة 1957.

## الميلاد والنشأة
ولد العربي الدغمي سنة 1931 بمدينة الرباط، وألحقه والده بالكتاب، وتمكن من حفظ القرآن عن ظهر قلب بفضل تتلمذه على يد عدد من الأساتذة الذين بصموا حياته، ثم انتقل إلى المدرسة الابتدائية المحمدية، ومنها إلى مجموعة مدارس محمد الخامس بالرباط، حيث تابع دراسته الثانوية، وكان يقوم في نفس الوقت بدور أستاذ مساعد، قبل أن يصبح أستاذا، وبرزت موهبة العربي في التمثيل عندما كان يقلد زملائه الأساتذة الذين شجعوه كثيرا على ولوج عالم الفن، ليلتحق بذلك سنة 1948 بمدرسة المعمورة من أجل احتراف التمثيل مع فرقة المسرح المغربي برئاسة عبد الكريم الفلوس، وفي سنة 1952 التحق العربي الدغمي بمعهد الأبحاث المسرحية تحت إشراف الفرنسي أندري فوزان، وفي سنة 1953 تكونت فرقة المسرح المغربي بفضل الأشخاص أنفسهم، إضافة إلى الطيب الصديقي، الطيب لعلج ومحمد عفيفي

## الدغمي وتجربة المسرح الإذاعي بالمغرب
الراحل العربي الدغمي اسم فني ووجه تلفزيوني غير مسبوق، يعد واحدا من الذين أسسوا لتجربة المسرح الإذاعي بالمغرب، وقد ولج هذا الميدان عن طريق ممارسته المسرحية في إطار فرق هاوية منتصف الأربعينيات بالرباط، العربي الدغمي الذي قضى أكثر من ثلاثة عقود كصوت تمثيلي بالإذاعة الوطنية هو في نفس الوقت مؤلف ومخرج للإذاعة الوطنية، إلى جانب إصراره على أن يكون حاضرا وبقوة على الركح في المسرح التلفزيوني، خاصة عندما كانت فرقة التمثيل بدار الإذاعة والتلفزة المغربية تنتج للإذاعة أعمالا يومية وتقدم للتلفزة إنتاجات درامية أسبوعية حين كان التلفزيون بالمباشر بمشاركته كبطل أول لا ينازعه في ذلك أحد.
للعربي الدغمي تجربة طويلة على خشبة المسرح وخاصة من خلال الأعمال المسرحية التي وقع عليها الإعلامي والفنان الأستاذ عبد الله شقرون، وفيما بعد مع فرقة المعمورة الشهيرة إلى حدود منتصف الثمانينات، بالإضافة إلى حضوره القوي والمتميز كممثل كبير يثقن التشخيص بالفصحى والدارجة في مجموعة من المسرحيات الاستعراضية التي واكبت الكثير من الأحداث التاريخية والوطنية، مع الفنان المقتدر الطيب الصديقي.

## الدغمي والسينما
العربي الدغمي أيضا وجه سينمائي معروف بصم بدايات السينما المغربية بحضوره البارز فيها، عبر مشاركته في أفلام مغربية وأعمال سينمائية عالمية والتي وضع مخرجوها ثقتهم فيه إلى جانب ممثلين عالميين كبار، ولما لا، والعربي الدغمي هو من طينة الفنانين الكبار، وسيظل ذلك الممثل الصلب المناضل والمكافح الذي لن يتكرر، ولعل من أبرز أعمال الراحل العربي الدغمي السينمائية، التي ظلت راسخة في ذاكرة المشاهد والنقاد والمتتبعين المهتمين، الأعمال التي لعب من خلالها أدوارا مختلفة كما في أفلام «عندما يثمر النخيل» و«الصمت اتجاه ممنوع» و«عرس الدم» و«بامو» و«حلاق درب الفقراء» و«قفطان الحب» و«إبراهيم ياش» الذي قام فيه بدور البطولة، حيث جسد في هذا العمل الذي ألفه وأخرجه السينمائي المشاكس نبيل الحلو، دور موظف متقاعد يدعى «إبراهيم» ظل ينتظر وصول ملف تسوية المعاش، ويقضي سنتين في تصحيح اسمه للحصول على الوثائق اللازمة للاستفادة من المعاش.
كانت آخر أعمال الراحل العربي الدغمي الذي يعد أحد عمالقة الفن المغربي، فيلم «معركة الملوك الثلاثة» للمخرج سهيل بن بركة، حيث شارك في هذا العمل السينمائي إلى جانب أكثر من ثلاثين ممثلا ينتمون إلى دول مختلفة، استفاد كثيرا من تجربتهم السينمائية.

## الدغمي المبدع
بصم الفنان الراحل العربي الدغمي خلال مساره الفني المتألق الحافل بالعطاء والإبداع، على أعمال فنية متنوعة للتلفزيون والمسرح والسينما المغربية والعالمية، أثرت الرصيد الإبداعي الوطني، قدم الراحل للإذاعة، حوالي 300 عمل إذاعي مع فرقة الإذاعة للتمثيل، حيث عشق المستمعون صوت العربي عبر أمواج الأثير وافتتنوا وأعجبوا بالأدوار التي كان يتألق في تقمصها وأدائها بموهبة فنية فذة قل مثيلها، ومن بين الفنانين الرواد الذين شاركوه هذه الأعمال، الفنانون حمادي التونسي وحبيبة المذكوري والهاشمي بنعمر وأمينة رشيد

## الوفاة
توفي العربي الدغمي في شهر أكتوبر 1994، وقد عانى من أمراض عديدة كمرض القلب والكلي والسكر. الذين زاروه بمستشفى ابن سينا يتذكرون جيدا رقم الغرفة 329، التي كان يتعافى بها.. عاش شهما ومات شامخا يقول عنه أصدقاؤه وأقرباؤه أنه طيلة مرضه «لم ينشر بيانا يطلب فيه المساعدة ولم يبك أمام الكاميرا ليستدرج عطف أحد».

## قائمة الأعمال
- 1952: طبيب بالعافية
- 1957: براهيم
- 1968: عندما تنضج الثمار
- 1973: الصمت اتجاه ممنوع
- 1975: الرجل الذي سيصبح ملك
- 1977: عرس الدم
- 1977: شمس الضباع
- 1979: ذراعي أفروديت
- 1979: الفرس الأسود
- 1982: مطاوع وبهية
- 1982: إبراهيم ياش
- 1983: بامو
- 1983: عودة الفرس الأسود
- 1997: آلان كواترمان ومدينة الذهب الضائعة
- 1988: قفطان الحب
- 1990: أرض الخير